# Rivière aux Feuilles
Pour les articles homonymes, voir Feuille (homonymie).
La rivière aux Feuilles est une rivière dans le territoire non organisé de la Rivière-Koksoak, de la région du Nunavik, situé dans la région administrative du Nord-du-Québec, au Québec, au Canada. Cette rivière se jette sur la rive ouest du lac aux Feuilles, lequel traverse un détroit pour aller se jeter sur le littoral ouest de la baie d'Ungava.

## Géographie
Ses eaux proviennent du lac Minto. Son cours mesure 480 km de long. La rivière coule vers le nord-est jusqu'au lac aux Feuilles lequel est interconnecté par un large détroit à la baie d'Ungava.
Les bassins versants voisins sont la rivière Arnaud (au nord) et la rivière aux Mélèzes (au sud)
Son bassin fluvial couvre une superficie de 42 500 km2. Son débit est de 590 m3/s.

## Toponymie
La rivière doit son nom aux feuilles d'une variété de saule nordique, le Salix phylicifolia qui pousse le long des cours d'eau des régions septentrionales du Québec, des Territoires du Nord-Ouest du Canada, du Nunavut, de l'Alaska et du Groenland. La rivière se dénomme en langue Inuktitut : "Kuugaaluk" (la grande rivière) ou "Itinniq" (où il y a de grandes marées). L'estuaire de la rivière aux Feuilles connait les plus fortes marées du monde (18 mètres).
Le toponyme "rivière aux Feuilles" a été officialisé le 5 décembre 1968 par la Commission de toponymie du Québec.

## Population
Une communauté d'Inuits vit dans le village de Tasiujaq situé sur la Baie aux Feuilles (ancien nom du village de Tasiujaq).

## Faune

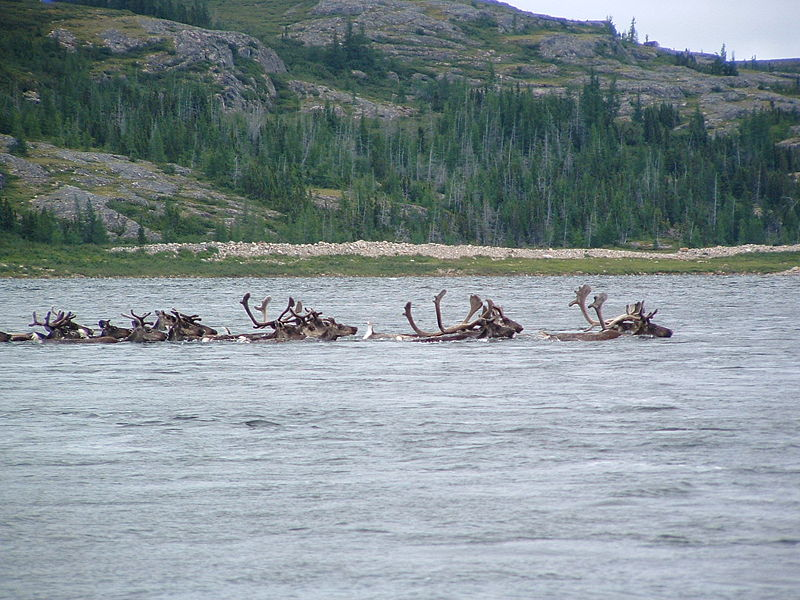
Caribou traversant la rivière aux Feuilles

La faune est très présente et s'alimente également des feuilles tendres de ce saule de l'Arctique : 
- bœuf musqué,
- caribou,
- lagopède des saules,
- loutre,
- ours,
- loup,
- oie blanche,
- bernache du Canada,
- saumon de l'Atlantique

Tous ces animaux parcourent les étendues sauvages de ces contrées nordiques.